# Mørk sanghøg
Mørk sanghøg (Melierax metabates) er en rovfugl, der lever på de afrikanske savanner og har fået sit navn efter de kraftige lyde, den laver i yngletiden.
Den æder primært krybdyr som for eksempel firben og slanger.